# Studna Tří bratří (Těšín)
Studna Tří bratří je studna v polském Těšíně, pravděpodobně již od středověku využívaná jako městská studna. V současné době je studna zakryta litinovým, novogotickým altánem z roku 1868. Podle legendy byla místem setkání tří bratrů z rodu Piastovců, zakladatelů města Těšín. Studna je jedním ze symbolů města.

## Historie
Studna byla využívána již pravděpodobně ve středověku jako zásobárna vody pro obyvatele města (měšťany) a pro blízký měšťanský pivovar. Historicky již není možné doložit, kdy byla spojena s legendou o vzniku města Těšín a od kdy nese název Tří bratří.
V polovině 19. století byla z iniciativy Pavla Stalmacha studna obnovena a v roce 1868 byla zastřešena litinovým altánem., který byl speciálně k tomuto účelu vyrobený v huti v Třinci (dnes Třinecké železárny), která byla součásti Těšínské komory.
Altán má na výšku zhruba 3 m, byl vyroben jako hranol, jehož půdorysem je šestiúhelník. Střecha je stanového typu. Tři boční strany jsou otevřené, tři jsou plné. Na vnitřní straně je plastika, která zpodobňuje setkání tří knížat. Plastika je od Jana Raszky. Uvnitř altánu byla umístěna tabulka s textem legendy v polském, latinském a německém jazyce. Německý nápis byl po druhé světové válce odstraněn; navrácen byl až při renovaci roku 2023.

### Umístění
Od doby, kdy byl altán vyroben a umístěn, se studna stala jedním ze symbolů města a je místem, které je často navštěvováno turisty. Studna se nachází v ulici Trzech braci (mezi ulicemi Śrutarska i Sejmowa), která je dlážděná kočičími hlavami a je poměrně strmá. Dle tradice je povoleno do studny vhazovat drobné mince,  aby se sem návštěvník mohl opět rád vrátit.

## Legenda o založení města Těšín
Tento text (latinská verze je chronogram dávající součet 810) byl umístěn na altánu nad studnou:
Originální latinský text:
| „ | Fons, ex qvo tres Leszconis filii venatv fessi se recreasse et laeti hic parte silvae abacta initia Teschinii posvisse legvntvr. | “ |

Polský text:
| „ | Roku 810 wiaropodobne założenie miasta Cieszyna przez synów Leszka III, króla polskiego. Trzej bracia książęta, Bolko, Leszko i Cieszko, zeszli się po długiej wędrówce przy tem źródle i ciesząc się zbudowali na pamiątkę miasto, które miano Cieszyn otrzymało. | “ |

Překlad:
| „ | Roku 810 bylo založeno město Těšín třemi syny Leška III., polského krále. Tři bratři, knížata Bolek, Lešek a Těšek, se potkali po dlouhých cestách u tohoto zřídla a z té radosti (těšíce se) založili k připomenutí této události město, které nazvali Těšín. | “ |

Datum, kdy se poprvé objevila legenda o založení města Těšín, nebylo nikdy historicky doloženo. Mnoho historiků poukazuje na fakt, že mohla vzniknout v polovině 19. století, v období tzv. Jara národů (1848). Je připisována polským buditelům, kteří byli činní v regionu Těšínského Slezska. Vznik této legendy měl souznít s názvem města, tedy Těšín (polsky Cieszyn), a slovem "těšit" (polsky cieszyć).
Současní historikové se shodují, že tato legenda a připodobnění slov je málo pravděpodobné. Za symbolické datum vzniku města, v souladu s legendou, je přijímán rok 810. Ve skutečnosti datum založení města není doloženo, nejstarší písemné záznamy o Těšíně pochází z roku 1155, ale archeologické výzkumy ukazují na mnohem starší stopy osídlení na území současného města (6. až 5. století př. n. l.).
Někteří badatelé dokládají, že město Těšín bylo založeno kmenem Holasiců (polsky Golęszyce, německy Golensizen), resp. byl zde založen hrad (hradiště) Starý Těšín (polsky Stary Cieszyn, nebo také Cieszynisko), který však byl o několik kilometrů jižněji od současného centra města (v místech Archeoparku Chotěbuz-Podobora).